# کرف (تنکابن)
کرف، روستایی است از توابع بخش خرم‌آباد شهرستان تنکابن در استان مازندران ایران.

## جمعیت
این روستا در دهستان بلده شرقی قرار دارد و بر اساس سرشماری مرکز آمار ایران در سال ۱۳۹۵، جمعیت آن ۴۵۵ نفر (۱۴۶ خانوار) بوده‌است.